# دير السعنة (إربد)
دير السعنة قرية في محافظة إربد في الأردن، تتبع إداريًا للواء الطيبة. يحدها من الشرق بيت يافا ومن الغرب الطيبة ومن الشمال كفر عان ومن الجنوب سموع. تبعد عن مدينة إربد ما يقارب 10 كم إلى الغرب.
بلغ عدد سكانها بحسب إحصاء عام 2015 ما يقارب 8744 نسمة.